# Беннет (Небраска)
Беннет (англ. Bennet) — селище (англ. village) в США, в окрузі Ланкастер штату Небраска. Населення — 1082 особи (2020).

## Географія
Беннет розташований за координатами 40°40′54″ пн. ш. 96°30′15″ зх. д. / 40.68167° пн. ш. 96.50417° зх. д. (40.681786, -96.504032).  За даними Бюро перепису населення США в 2010 році селище мало площу 1,32 км², уся площа — суходіл.

## Демографія
Згідно з переписом 2010 року, у селищі мешкало 719 осіб у 286 домогосподарствах у складі 199 родин. Густота населення становила 546 осіб/км².  Було 306 помешкань (233/км²).
Расовий склад населення:
| - 98,9 % — білих - 0,1 % — азіатів |

До двох чи більше рас належало 1,0 %. Частка іспаномовних становила 0,3 % від усіх жителів.
За віковим діапазоном населення розподілялося таким чином: 26,6 % — особи молодші 18 років, 61,9 % — особи у віці 18—64 років, 11,5 % — особи у віці 65 років та старші. Медіана віку мешканця становила 32,9 року. На 100 осіб жіночої статі у селищі припадало 112,1 чоловіків;  на 100 жінок у віці від 18 років та старших — 101,5 чоловіків також старших 18 років.
Середній дохід на одне домашнє господарство  становив 72 326 доларів США (медіана — 70 208), а середній дохід на одну сім'ю — 78 686 доларів (медіана — 74 028). Медіана доходів становила 55 250 доларів для чоловіків та 37 500 доларів для жінок. За межею бідності перебувало 3,1 % осіб, у тому числі 2,8 % дітей у віці до 18 років та 0,0 % осіб у віці 65 років та старших.
Цивільне працевлаштоване населення становило 442 особи. Основні галузі зайнятості: освіта, охорона здоров'я та соціальна допомога — 24,0 %, роздрібна торгівля — 15,4 %, транспорт — 9,5 %, фінанси, страхування та нерухомість — 9,3 %.